# Fußballsprache
Die Fußballsprache ist eine Sondersprache oder Gruppensprache, die aus dem Sportspiel Fußball erwachsen ist. Sie gliedert sich in den weiteren Bereich der Sportsprachen ein und hat sich auf unterschiedlichen Sprachebenen etabliert.

## Fußballsprache als Jargon

Deckblatt der Streitschrift des Stuttgarter Turnlehrers Karl Planck

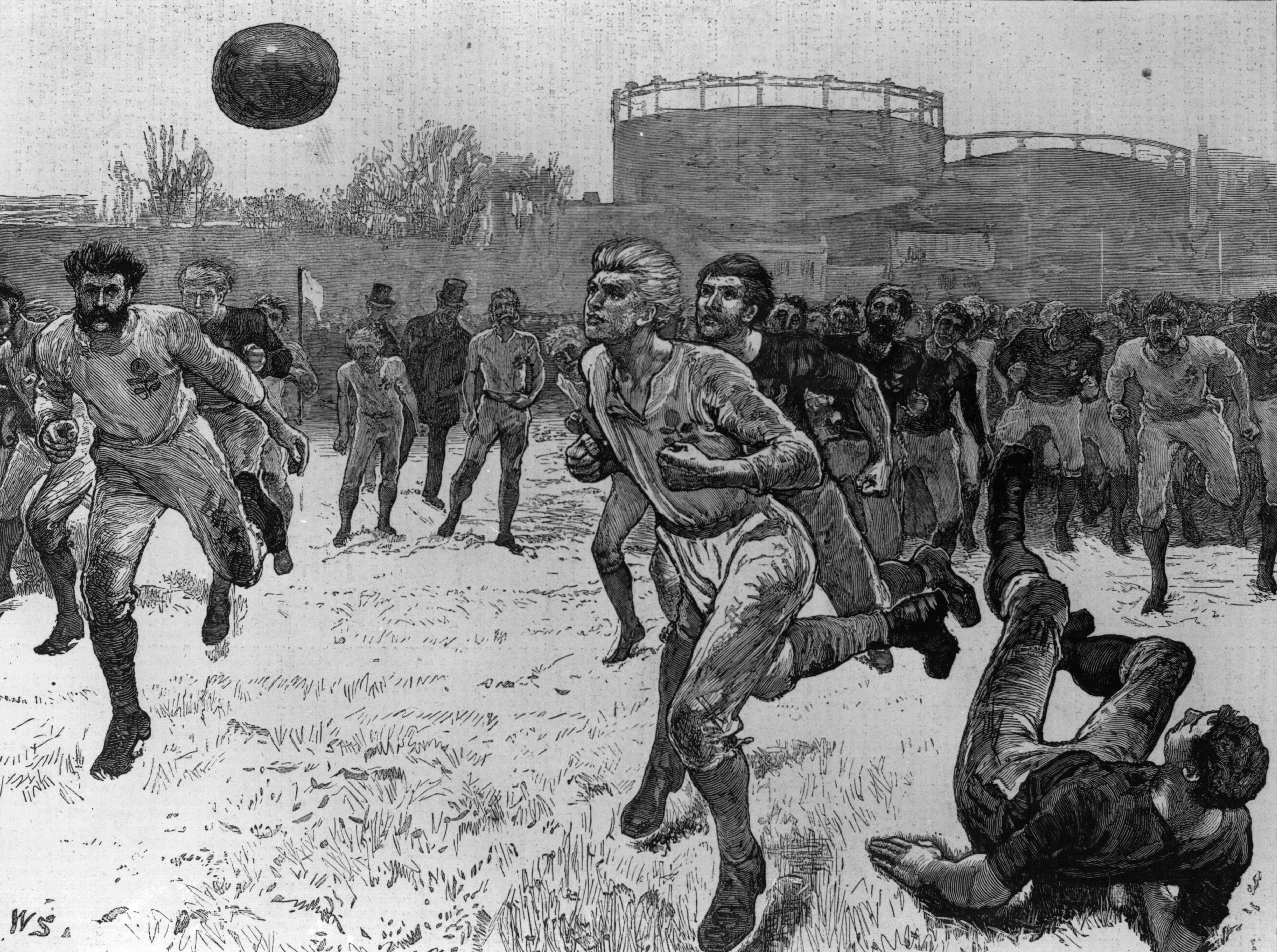
Fußballspielen 1872 (Pressezeichnung. Verbildlicht die Szenerie und Atmosphäre, aus der heraus die Sprache entstand.)

Der „Fußball-Jargon“, auch „Fußball-Slang“ oder „Fachjargon Fußball“, kann als unterste Sprachebene und als die ursprüngliche Sprach- und Kommunikationsform des Spiels gelten. Aus einem Straßenspiel entstanden, bildeten sich regional unterschiedliche volkstümliche Ausdrucksweisen für Spielgerät, Ballbehandlung und Spieltechnik heraus, die dem teilweise rauen Umgangston der Anfangszeit entsprachen. Sie kennzeichnen auch die Sprache der Kritiker, die sich mit der neuen Sportart auseinandersetzten. So wetterte schon 1898 der Turnlehrer Karl Planck vom Eberhard-Ludwigs-Gymnasium in Stuttgart in einer Schmähschrift gegen die „Englische Krankheit“, die er „Stauchballspiel“ und „Fusslümmelei“ nannte. Noch 1953 charakterisierte der Anthropologe Frederik Jacobus Johannes Buytendijk das Fußballspielen als einen groben Männersport, dessen raubeiniges „Treten“ und „Getretenwerden“ und entsprechend grobes Vokabular ihn als Frauensport ausschloss.
Aus dem fußballbegeisterten Ruhrgebiet ist ein bilderreiches, oft drastisches Vokabular überliefert, das bis heute im Straßenfußball in Gebrauch ist. So wird das Spielgerät „Ball“ auch als „Ei“, „(P)flaume“, „Flemme“ oder „Gurke“ bezeichnet. „Kiste“ steht für „Tor“. Ausdrücke wie „pöhlen“, „fummeln“, „flerzen“ oder „bolzen“ bezeichnen verschiedene Formen der technischen Ballbehandlung. Während „Pöhler“ den angriffsfreudigen Draufgänger titulierte, wurde der zurückhaltende Spieler als „Kneifer“ bewertet. Der sogenannte „Fummler“ ist ein selbstverliebter Balltechniker, der nicht zum Torschuss tendiert. Durch den Baseballcapaufdruck Pöhler des Trainers von Borussia Dortmund, Jürgen Klopp, erhielt der Slangausdruck einen Bekanntheitsgrad über die Ruhrregion hinaus.
Siegbert A. Warwitz zitiert in einer Sprachstudie aus den 1950er Jahren eine Passage aus dem örtlichen Zeitungsreport eines Schalkespiels: Szepan fischte dat Ei aus dem Gemassel und gurkte die Flemme gegen den Kistendeckel. Sie gongte zurück gegen Tilkowskis Birne und mit Akrobatenzieher (p)flanzte Kuzorra die (P)flaume in die Maschen. Den Klodt (= Schalker Torwart) riß dat glatt von de Pinne (= den Beinen).

## Fußballsprache als Fachsprache

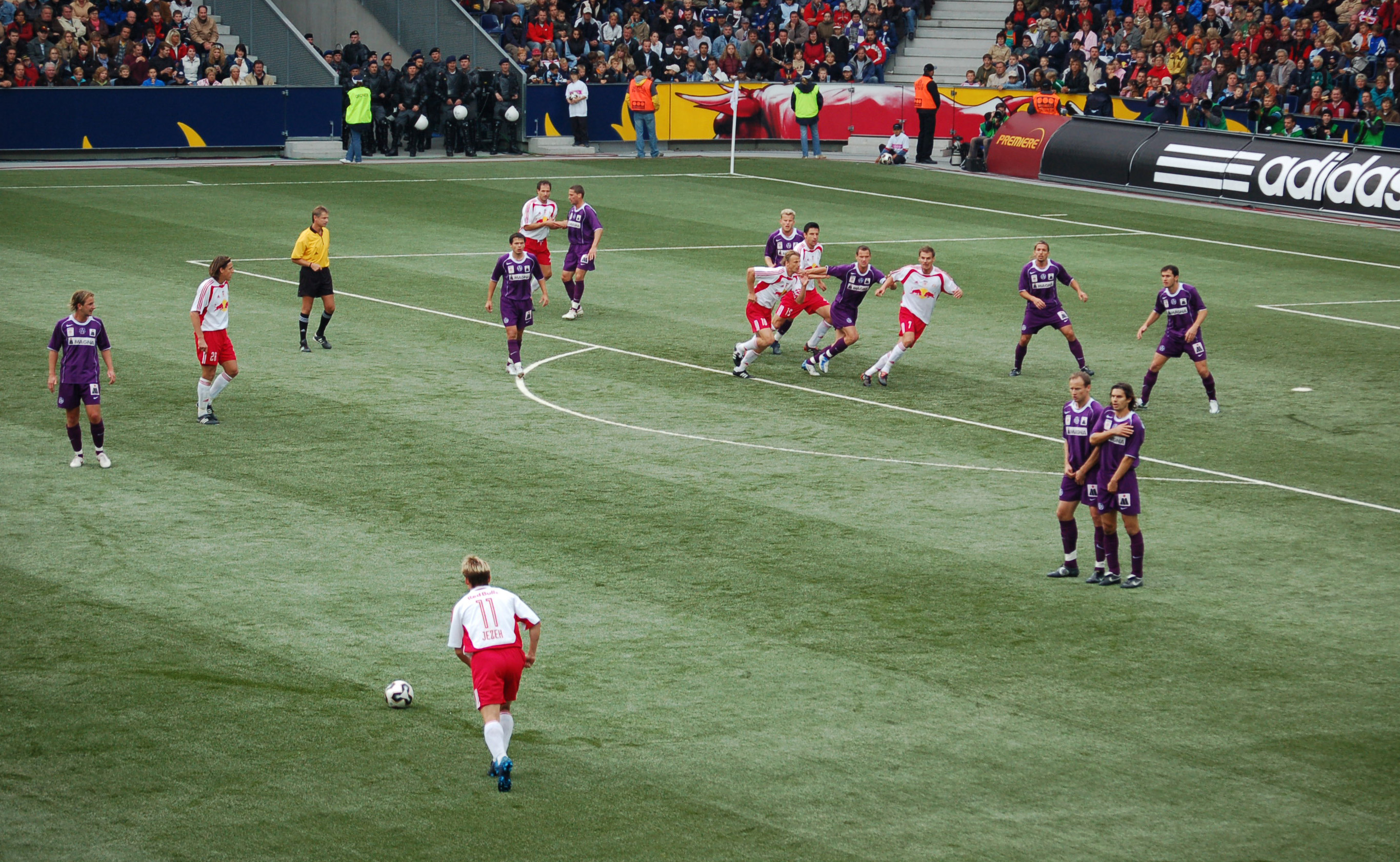
Ansatz zum „Direkten Freistoß“

Mit den zunehmenden Ansprüchen an das Regelwerk, die Balltechnik, die Methodik sowie die taktischen und strategischen Finessen des Sportspiels, vor allem aber auch mit dem Aufkommen der Sportwissenschaft in den 1950er Jahren, entwickelte sich in Theorie und Praxis des Fußballspiels eine präzisere Terminologie, die teilweise nur noch den Spielvertrauten und Fachleuten zugänglich war. Fachausdrücke wie „Freistoß“, „Strafraum“, „Abseits“, „Abseitsfalle“ oder „Schwalbe“ dienen der sachgerechten Kommunikation von Spielern, Trainern, Schiedsrichtern und den Wettkampfanforderungen. Der Journalist Walter Haubrich hat die bilderreiche Sprachwelt des Sports, speziell des Fußballspiels, als erster lexikalisch erfasst und beschrieben. Ihm folgten andere mit speziellen Glossaren und Wörterbüchern.

## Fußballterminologie in Umgangs- und Hochsprache
Mit dem steigenden Beliebtheitsgrad und der Verbreitung des Sportspiels gelangten Vokabular und Redewendungen schließlich auch zunehmend in die allgemeine Umgangssprache. Dies geschah vor allem in Form von Metaphern, Sprachbildern, die vergleichbare Sachverhalte und Verhaltensweisen veranschaulichen und versinnbildlichen sollten. S. A. Warwitz hat sich schon in den 1960er Jahren sprachwissenschaftlich mit der Metaphorik der Sportsprache auseinandergesetzt und Analysen und Lehrbeispiele für den Deutschunterricht erarbeitet.: Redewendungen wie „Am Ball bleiben“, „Im Team spielen“ oder „Sich ein Eigentor leisten“ sind Beispiele solch verbreiteter Übernahmen in die Standardsprache.
Zu beachten ist auch das Bestreben vieler Reporter, den Namen eines Spielers möglichst nicht zweimal hintereinander zu nennen oder durch ein "er" zu ersetzen, sondern als Alternative mit Synonymen zu arbeiten, etwa statt Thomas Müller "der 34-Jährige", statt Manuel Neuer "der Ex-Schalker" und statt Joshua Kimmich der "vierfache Vater". Beliebte Begriffe sind u. a. auch "der Spielmacher","der Freistoßspezialist", "der Torschützenkönig" und "der Kapitän".

## Fußball und Soldatensprache
Die Sprachgebung des Fußballspiels sieht sich bisweilen Kritik ausgesetzt wegen ihrer Nähe zum Militärbereich und zur Soldatensprache: Enthusiastische Reporter verfallen teilweise in den Stil von Kriegsberichterstattern. Da wird geschossen, gebombt, der Gegner taktisch ausgetrickst, die Verteidigung überrannt, werden Angriffsstrategien entwickelt. Vokabeln wie „stürmen“, „schießen“, „ballern“, „bomben“, „eine Granate abfeuern“, „Angriff“, „Verteidigung“, „Frontbildung“, „Verteidigungsring“ nähern sich in der Tat der Kriegsrhetorik an und erwecken vor allem bei pazifistisch denkenden oder von den Kriegsgräueln traumatisierten Menschen intuitiv Abwehrgefühle. Dabei befriedigt es manchen wenig, dass im Sportspiel der „Krieg“ zum „Kampf“ und der „Feind“ zum „Gegner“ begrifflich entschärft wird.

## Kulturhistorische Leistung
Fußballsprache als einen Kulturbeitrag zu bezeichnen, erscheint angesichts der teilweise drastischen Ausdrucksweisen in der Straßenkommunikation und mancher Reportageleistungen auf den ersten Blick absurd. Dennoch wird diese Einordnung aus sprachwissenschaftlicher und sprachhistorischer Sicht als angemessen, die Kulturleistung als kreativ angesehen:
Der Fußball-Jargon als derbe Sprache der „Eingeweihten“ zeichnet sich durch seine eindringliche, drastische Bildhaftigkeit, seine emotionale Aufladung und seinen deftigen Humor aus. Es handelt sich um eine der Volksseele entsprungene saloppe Sprachgebung, die durchaus kreative Elemente aufweist, die differenziert und pointiert. So leben lautmalerische Ausdrücke wie „flerzen“ oder „Flemme“ nicht von ihrem kognitiv erfassbaren Sinngehalt, sondern von ihrer emotional wahrnehmbaren Sinnfälligkeit. Bildhafte Vokabeln wie „Ei“ oder „Gurke“ vermitteln einen unmittelbar eingängigen optischen Eindruck von der dynamischen Bewegung des Balles, wie sie vor allem beim Straßenspiel mit Ersatzbällen wie Lederfetzen oder Lumpenbällen erfahrbar wird. Der Ausdruck „Pfeife“ für einen nicht akzeptierten Schiedsrichter knüpft an dessen Haupttätigkeit an. Die oft sarkastisch anmutenden Sprachschöpfungen wirken zugleich gemeinschaftsstiftend und schaffen Exklusivität für die Sportlergruppe. Es entsteht über die Sprachgebung eine eigene Identität der Fußballbegeisterten, die Zugehörige und Außenstehende unterscheidet. So trägt das „Kumpeldeutsch“ aber auch zur Vielfalt und Farbigkeit nicht nur der Sprachlandschaft im Bereich des Fußballspiels bei.
Die Fußball-Fachsprache charakterisiert sich im Gegensatz zum Jargon durch mehr Sachlichkeit. Sie brilliert mit sehr präzisen wissenschaftstauglichen Ausdrücken und Begriffen. Die standardisierte, in Fachbüchern benutzte Terminologie ermöglicht eine differenzierte intellektuelle Auseinandersetzung mit dem Phänomen Fußballspiel und seinen spieltechnischen, spieltaktischen, methodischen, psychologischen, pädagogischen und gesellschaftlichen Zusammenhängen. Sie bewegt sich im Unterschied zum Slang auf einem gepflegten Sprachniveau, bedarf aber meist einer Klärung für den Fußballunkundigen, wie etwa die Begriffe „Blutgrätsche“, Bananenflanke“, „Kerze oder „Viererkette“. Auch diese Sprachebene ist meist bildhaft, allerdings auf einem höheren Sprachniveau, wobei die Übergänge meist fließend sind.
Die Hochsprache profitiert vor allem von der anschaulichen Bilderwelt, die als Metaphern in die Umgangssprache Eingang gefunden haben und wegen der großen Popularität des Spiels auch weithin spontan verstanden werden, wie etwa die Redewendungen „Am Ball bleiben“, „Teamgeist aufbringen“ oder „Ein Eigentor schießen“.
Die Redewendungen aus dem Militärbereich in der Fußballsprache verlieren an kritischer Brisanz, wenn man zur Kenntnis nimmt, dass entsprechende Sinnübertragungen ja auch, kaum beachtet und beanstandet, in die allgemeine Umgangssprache Eingang gefunden haben. So werden in gleicher Weise wie im Fußballdeutsch auch im Umgangsdeutsch dramatische Szenen mit kriegerischem Vokabular ins Bild gesetzt, etwa in der Bilderfolge: „Die Bombe platzte“, nachdem sich „schon im Vorfeld viel Zündstoff angesammelt hatte,“ „in der hitzigen Debatte mit scharfer Munition geschossen wurde“ und schließlich „der erfolglose Vize angeschossen und der Vorsitzende von der Mitgliederversammlung abgeschossen wurde“:
Bei der Kritik an der kriegerischen Wortwahl wird meist übersehen, dass es sich um eine Metaphorik handelt, die das kampfbetonte Geschehen und die Dynamik des Sportspiels hervorheben will, mit dem assoziierten blutigen Krieg aber nichts zu tun hat. Es handelt sich um eine andere Wirklichkeitsebene, die für Spielen grundsätzlich charakteristisch ist. Die für den Spielerfolg notwendige Angriffslust wird durch Regeln, Fairnessvorgaben und Schiedsrichter gezähmt und in vertretbaren Grenzen gehalten.
Durch neue Sprachschöpfungen, die meist von der unteren Sprachebene ausgehen, bleibt die Sprache lebendig und gewinnt an frischer Ausdruckskraft, die auch den Wortschatz der allgemeinen Umgangssprache bereichern kann.

## Einzelbelege
1. ↑  Peter Wippermann (Hrsg.): Duden. Wörterbuch der Szenesprachen. Trendbüro. Duden, Mannheim u. a. 2000.
2. ↑  Karl Planck: Fusslümmelei. Über Stauchballspiel und englische Krankheit. Verlag W. Kohlhammer, Stuttgart 1898, – mit Coverbild zitiert aus S. A. Warwitz: Lust und Frust beim Fußballspiel. Mit Gefühlen umgehen lernen. In: Sache-Wort-Zahl 125 (2012) S. 6.
3. ↑  Frederik Jacobus Johannes Buytendijk: Das Fussballspiel. Werkbund-Verlag, Würzburg 1953.
4. ↑  In „Pöhler“ Klopp steckt noch immer der Schwabe. In: Westdeutsche Allgemeine Zeitung. Funke Mediengruppe, 30. März 2012, abgerufen am 1. Mai 2025.
5. ↑  Siegbert A. Warwitz: Sport im Spiegel der Sprache - eine Metaphernanalyse. Tübingen 1967. Seite 20
6. ↑  Rainer Moritz: Abseits. Das letzte Geheimnis des Fußballs 2010
7. 1 2 3  Walter Haubrich: Die Bildsprache des Sports im Deutsch der Gegenwart, Schorndorf 1965
8. ↑  Armin Burkhardt: Wörterbuch der Fußballsprache. Verlag Die Werkstatt, Göttingen 2006
9. 1 2  Siegbert A. Warwitz: Sport im Spiegel der Sprache – eine Metaphernanalyse. Tübingen 1967.
10. ↑  Eckart Roloff: Ballternativen. In: Frankfurter Rundschau vom 15. Juli 2024, S. 23
11. 1 2  Siegbert A. Warwitz, Anita Rudolf: Die Metaphorik des Kriegsspiels. In: Dies.: Vom Sinn des Spielens. Reflexionen und Spielideen. 5. Auflage, Baltmannsweiler 2021, ISBN 978-3-8340-1664-5, S. 126–136
12. ↑  Dieter Bott, Marvin Chlada, Gerd Dembowski: Ball und Birne. Zur Kritik der herrschenden Fußballkultur. Hamburg 1998
13. ↑  Dieter Möhn: Fachsprachen und Gruppensprachen. In: Lothar Hoffmann (Hrsg.): Fachsprachen. Ein internationales Handbuch zur Fachsprachenforschung und Terminologiewissenschaft. De Gruyter, Berlin 1998.
14. ↑  Werner Boschmann: Lexikon der Ruhrgebietssprache von Aalskuhle bis Zymtzicke. Mit den Höhepunkten der deutschen Literatur – in reinem Ruhrdeutsch. Verlag Henselowsky Boschmann, Essen 1993